# Absență
Absență (în medicină) se numește o pierdere bruscă și de scurtă durată a cunoștinței, însoțită uneori de căderea corpului. Reprezintă una dintre formele de manifestare a epilepsiei.
. În drept  absența se definește ca fiind neprezența unui individ.
Acest articol conține text din Dicționarul enciclopedic român (1962-1966), aflat acum în domeniul public.